# Манхар бланко
Манха́р бла́нко (исп. manjar blanco — «белое яство») — название нескольких разновидностей лакомств в испаноговорящих странах. В Испании это бланманже. В Америке, особенно в (Южной Америке) так называется сладкая белая молочная паста, используемая для намазывания или как начинка для выпечки. Это название в Латинской Америке иногда используют взаимозаменяемо с дульсе де лече или cajeta (кахе́та), но обычно эти термины относятся к лакомствам, приготовление которых отличается от описываемого.

## Испания
Манхар бланко в Испании и других частях Европы относится к десерту, более известному как бланманже, которое имеет консистенцию, подобную желатину (фактически, современные разновидности часто делают с добавлением желатина). В Средние века это блюдо готовили из курицы или рыбы, риса, сахара и молока (или миндального молока) и других ингредиентов (вероятно, на блюдо оказала влияние арабская кухня мусульманской Испании и мусульманской Сицилии). Сейчас главными ингредиентами блюда в Испании стали молоко, миндаль, кукурузный крахмал или желатин и сахар. Испанские варианты блюда зачастую отличаются от французских или английских.

## Южная Америка

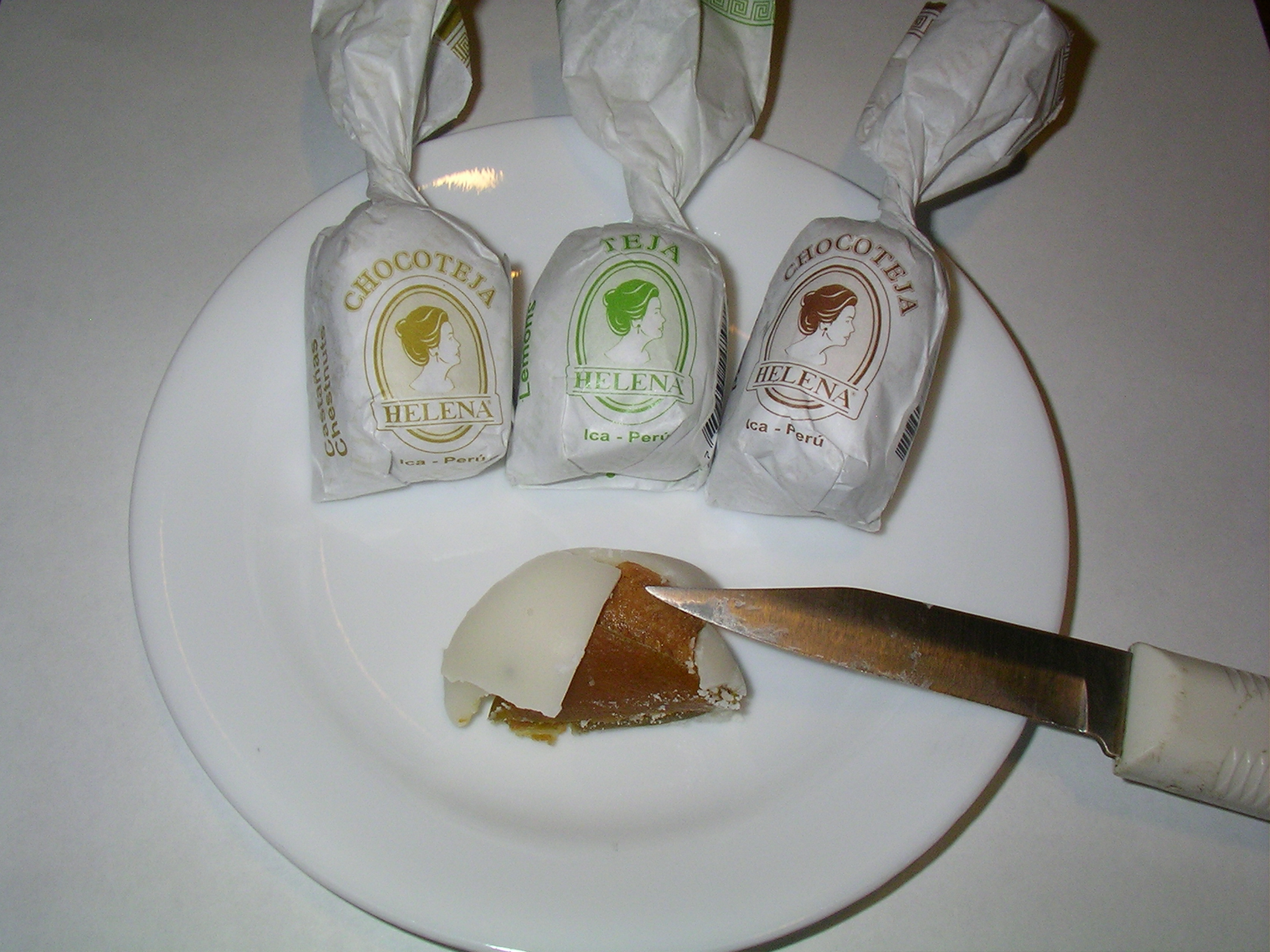
Перуанские конфеты теха c начинкой из манхар бланко

Название Manjar blanco известно в Перу, Колумбии и Чили. Оно относится к набору похожих блюд, традиционно приготовляемых медленной варкой молока с постепенным добавлением сахара до загустения и уменьшения объёма. В некоторых областях добавляют дополнительные ингредиенты: ванильные бобы, сок цитрусовых, корицу и даже рис. Для предотвращения пригорания используется обычно водяная баня. В результате получается белая или кремовая густая паста, подобная сгущённому молоку, но более густая.
Манхар бланко может использоваться для намазывания на хлеб, либо как начинка для различных сладостей, таких как альфахор и теха.

### Колумбия
Манхар бланко — традиционное рождественское блюдо в Колумбии, наряду с нати́льяс. Его делают из молока, риса и сахара; смесь долго уваривают, пока не получится нужная текстура. Это лакомство продают во время Рождества в магазинах, но многие предпочитают самостоятельно варить его дома.